# Deweyville, Utah
Deweyville är en kommun (town) i Box Elder County i Utah. Vid 2020 års folkräkning hade Deweyville 417 invånare.